# Flying Dutchman

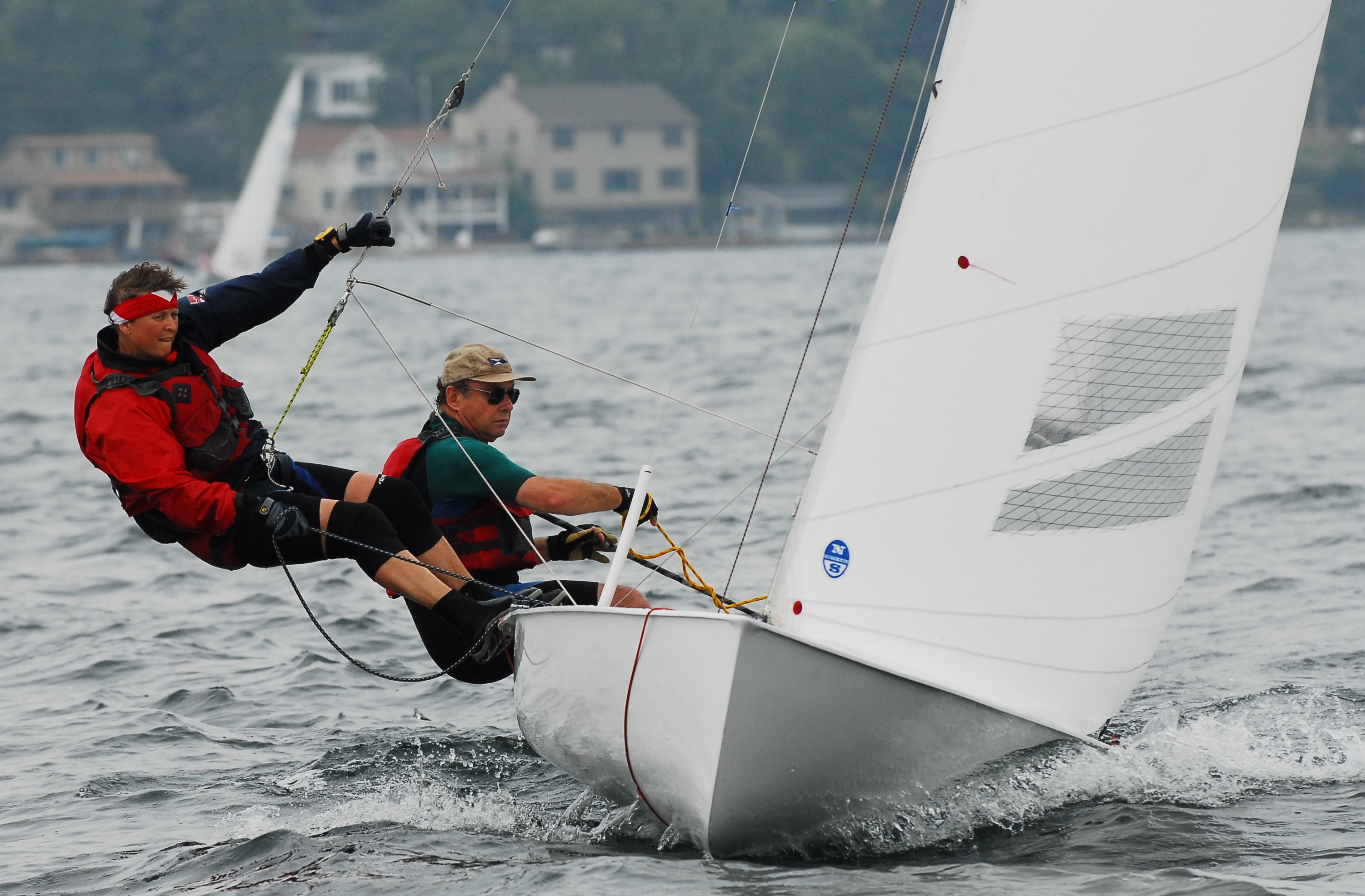

Flying Dutchman és una classe internacional de vela lleugera per a dos tripulants i amb una eslora de 6,06 metres.
És una classe internacional ISAF des de 1955, va reemplaçar a la classe Sharpie (12m2) el 1960, en els Jocs Olímpics de Roma . Ha estat classe olímpica de manera ininterrompuda fins als Jocs Olímpics de Barcelona del 1992, on Luis Doreste i Domingo Manrique van guanyar la medalla d'or en aquesta categoria.